# بيدرو إل. مارين
بيدرو إل. مارين (بالإسبانية: Pedro L. Marín)‏ هو اقتصادي إسباني، ولد في 4 أغسطس 1960 في بلنسية في إسبانيا.